# Himatanthus sucuuba
Himatanthus sucuuba là một loài thực vật có hoa trong họ La bố ma. Loài này được (Spruce ex Müll.Arg.) Woodson mô tả khoa học đầu tiên năm 1938.